# 녹음과 재생

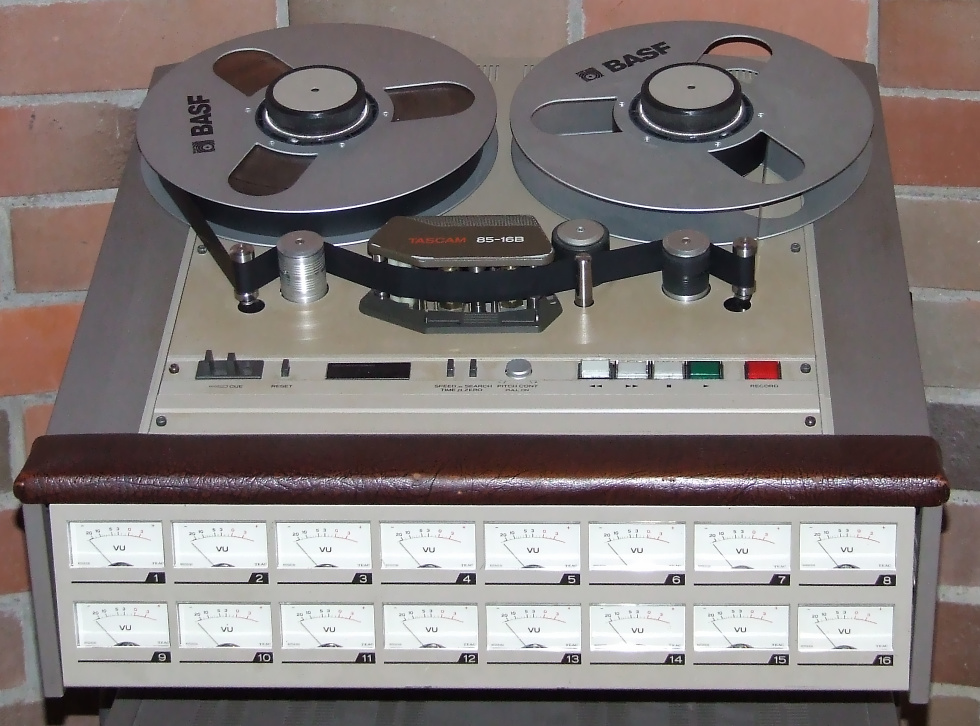

녹음(錄音, 문화어: 록음) 및 재생(sound recording and reproduction)은 음성, 노래, 악기 연주, 음향효과 등 음파를 전기적, 기계적, 전자적 또는 디지털 방식으로 기록하고 재생하는 것이다. 사운드 녹음 기술은 아날로그 녹음과 디지털 녹음의 두 가지 주요 범주로 나뉜다.
음향 아날로그 녹음은 마이크 진동판이 음향 음파에 의해 발생하는 대기압 변화를 감지하여 축음기 레코드(스타일러스로 레코드에 홈을 파는 방식)와 같은 매체에 음파를 기계적으로 기록하는 방식으로 이루어진다. 자기 테이프 녹음에서는 음파가 마이크 진동판을 진동시켜 변화하는 전류로 변환되고, 이 전류는 전자석에 의해 변화하는 자기장으로 변환된다. 전자석은 자기 코팅이 된 플라스틱 테이프에 자화된 영역으로 소리를 기록한다. 아날로그 사운드 재생은 이와 반대의 과정으로, 더 큰 스피커 진동판이 대기압을 변화시켜 음향 음파를 생성한다.
디지털 녹음 및 재생은 마이크에 의해 수집된 아날로그 음성 신호를 샘플링 과정을 통해 디지털 형태로 변환한다. 이를 통해 오디오 데이터를 더욱 다양한 매체에 저장하고 전송할 수 있다. 디지털 녹음은 오디오를 일련의 이진수(0과 1)로 저장하는데, 이는 오디오 신호 진폭을 일정한 시간 간격으로 샘플링하여 모든 소리를 전달할 수 있을 만큼 높은 샘플 레이트로 나타낸다. 디지털 오디오 신호는 재생 중에 증폭되어 스피커에 연결되어 소리를 생성하기 전에 아날로그 형태로 다시 변환해야 한다.

## 포노토그래프
공기 중을 통과하는 실제 소리를 녹음할 수 있었던 (재생은 불가능했으며, 단지 시각적 연구 목적이었기 때문) 최초의 장치는 1857년 파리의 발명가 에두아르-레옹 스콧 드 마르탱빌이 특허를 받은 포노토그래프였다. 인간 음성의 가장 오래된 녹음은 1857년에 제작된 포노토그래프 녹음, 즉 포노토그램이다. 포노토그램은 종이 위에 음파가 변조된 흰색 선이 그려진 종이로 구성되어 있으며, 종이를 그 아래로 지나가면서 진동하는 스타일러스가 검댕을 뚫고 지나간다. 1860년에 제작된 프랑스 민요 "달빛의 빛(Au Clair de la Lune)"의 포노토그램은 2008년 최초로 소리로 재생되었다. 이 녹음은 스캔 후 소프트웨어를 사용하여 소리를 그래픽으로 인코딩한 물결 모양의 선을 해당 디지털 오디오 파일로 변환하는 방식으로 이루어졌다.

## 같이 보기
- 테이프리코더
- 콤팩트 디스크
- 디지털 오디오
- 디지털 녹음
- 스피커
- 오디오 편집
- 미니디스크